# 三間村
三間村（みまむら）は、1954年（昭和29年）まで愛媛県北宇和郡にあった村。現在の宇和島市北東部に当たる農村。
昭和の合併で三間町，さらに平成の合併で宇和島市となり、現在に至っている。

## 地理
現在の宇和島市の北東部。三間盆地のほぼ中央に位置する。村の南部を三間川が東西に貫流している。歯長山系の山々が宇和町及び野村町と隔てている。東の二名村及び好藤村、西の成妙村とはほぼ平地でつながっている。
三間川は広見川と、さらには四万十川と合流し、太平洋に注ぐ。三間盆地は古くから開けていたものとされるが、三間川は古来、蛇行が著しく洪水によく見舞われた。務田は「無田」から名が付いたものともいわれており、かつては一面湿田が広がっていたことを表している。大正時代に耕地整理が、昭和に入って三間川の河川改修が進み、水田が整然と広がる今日の姿にほぼなった。務田の西の窓ヶ峠（窓峠）は宇和島市との境で、宇和海（宇和島側）と、四万十川水系の三間川との分水嶺となっている。
集落は山の麓に分散して形成されているほか、宮野下には小規模ながら商店街が形成されるなど、「街」としての形をしている。
地名の由来
三間は古名である。三間町の項を参照のこと。

## 歴史
中世
西園寺氏の臣下の支配下にあった。
土居清良が、小沢川と宮野下の境の山上に大森城を築き長宗我部氏に抗した。この模様は「清良記」に記され、当時の農作業の模様をうかがい知ることのできる農書としても知られる。
藩政期
- はじめ宇和島藩領。
- 吉田藩成立後、同藩に属し、幕末まで続いた。
藩は在町としての育成を図った。

明治期
- 1870年（明治3年） - 三間騒動勃発。幕末から明治の動乱期に宇和島藩・吉田藩領で多発した農民騒動の一つ。
- 1973年（明治6年） - 三間小学校開設。

三間村成立後
- 1889年（明治22年） 12月15日 - 町村制・市制施行時に、宮野下（みやのした）、北増穂（きたますほ）、元宗（もとむね）、増田（ますだ）、土居中（どいなか）、小沢川（こそうがわ）、川之内（かわのうち）、迫目（はざめ）、務田（むでん）の9箇村の合併により三間村となる。
- 1889年（明治22年） - 駐在所を宮野下に設置。
- 1914年（大正3年） 10月18日 - 宮野下駅(現・伊予宮野下駅)設置。
- 1954年（昭和29年） 10月10日 - 三間村・成妙村・二名村3村の合併で三間町となり、自治体としての歴史を閉じた。

```
三間村の系譜
（町村制実施以前の村）　（明治期）　　　　　　　　　（昭和の合併）　（平成の合併）
　　　　　　　　　　　　町村制施行時
宮野下━━━━┓
北増穂━━━━┫
元宗　━━━━┫
増田　━━━━┫
土居中━━━━┫
小沢川━━━━╋━━━三間村━━━━━━━━━━━┓
川之内━━━━┫　　　　　　　　　　　　　　　　　┃
迫目　━━━━┫　　　　　　　　　　　　　　　　　┃昭和29年10月10日
務田　━━━━┛　　　　　　　　　　　　　　　　　┃合併
　　　　　　　　　　　　　　　　　　　　　　　　　┣━三間町━━┳━━━┓
　　　　　　　　　　　成妙村━━━━━━━━━━━┫　　　　　　┃　　　┃
　　　　　　　　　　　二名村━━━━━━━━━━━┛　　　　　　┃　　　┃平成17年8月1日
　　　　　　　　　　　　　　　　　　　　　　　　　　　　　　　あ┃　　　┃合併（新設合併）
　　　　　　　　　　　　　　　　　　　　　　　　　　　　境界変更┃　　　┣━宇和島市
　　　　　　　　　　　　　　　　　　　　　　　　　　広見町大字是延　　　┃
　　　　　　　　　　　　　　　　　　　　　　　　　　　　　　　　　　　　┃
　　　　　　　　　　　　　　　　　　　　　　　　　　　宇和島市━━━━━┫
　　　　　　　　　　　　　　　　　　　　　　　　　　　吉田町━━━━━━┫
　　　　　　　　　　　　　　　　　　　　　　　　　　　津島町━━━━━━┛

あ　昭和33年8月1日広見町大字是延を三間町へ境界変更
（注記）成妙村等の成立以前及び宇和島市等の平成の合併以前の系譜については、それぞれの市町村の記事を参照のこと。

```

## 地域
明治の合併前の村である9箇村がそのまま大字となり、三間町となってからも続いた。三間町になってからしばらくして、「行政区」と呼ばれるようになった。
宮野下は古くは宮下、宮ノ下とも書いた。宮野下に行政関係施設が集中し、小規模ながら商店街も形成されている。

## 行政
役場
大字宮野下に置かれていた。

## 産業
農業
米、麦などを産する。三間米として知られる。

## 交通
三間川にほぼ並行して宇和島線（現在の予土線）が走っており、次の2駅がある。
- 宇和島線:務田駅 - 伊予宮野下駅

## 名所
- 大森城跡 - 当地を治め、長宗我部氏に抗した土居清良の居城
- 三島神社 - 三間3郷の総鎮守

## 出身者
- 井関邦三郎（井関農機の創業者）：務田出身